# Lappakkajärvi
Lappakkajärvi är en sjö i Gällivare kommun i Lappland och ingår i Kalixälvens huvudavrinningsområde. Lappakkajärvi ligger i Lina fjällurskog Natura 2000-område.